# Van der Staal

Van der Staal is een Nederlandse familie waarvan leden sinds 1821 tot de Nederlandse adel behoren en die in 1937 uitstierf.

## Geschiedenis
De stamreeks begint met Claes Egbertsz. (overleden 1433/1434), schepen van Schoonhoven. Hij was de eerste van vele bestuurders van die stad uit zijn geslacht.
Bij Koninklijk Besluit van 3 mei 1821 werd Daniel Pompejus Johannes van der Staal (1774-1858) verheven in de Nederlandse adel. Het geslacht stierf met een kleinzoon in 1937 uit.

## Enkele telgen
- Claes Egbertsz (†tussen 1433 en 1434), schepen (1412-1434) en burgemeester (1430) van Schoonhoven
  - Egbert Claesz (†voor 30 september 1483), schepen (1439-1477) en burgemeester (1451-1473) van Schoonhoven
    - Dirck Egbertsz (†kort voor 30 september 1483), gegoed te Schoonhoven
      - Mr. Jasper Egbertsz (†voor 18 mei 1566), gegoed te Schoonhoven, schepen (1530, 1536) en burgemeester (1541-1547) en thesaurier (1531-1546) van Schoonhoven
        - Cornelis Jaspersz van der Staal (†1609 of 1610), schepen, electeur, thesaurier en raad in de vroedschap van Schoonhoven
          - Wolfert Cornelisz van der Staal (†tussen 1635 en 1641), apotheker te Rotterdam
            - Hendrick Wolphertsz van der Staal (†tussen 1670 en 1672), raad in de vroedschap, schepen en burgemeester van Schoonhoven
              - Mr. Wolphert van der Staal (1645-1678), raad in de vroedschap, electeur, thesaurier en burgemeester van Schoonhoven
                - Mr. Hendrik van der Staal (1671-1746), raad in de vroedschap en burgemeester van Rotterdam
                  - Mr. Dirk Cornelis van der Staal, heer van Kethel en Spaland (1705-1772), raad in de vroedschap enz. van Rotterdam
                    - Mr. Claudius van der Staal (1737-1796), burgemeester van Rotterdam; trouwde in 1763 met Hillegonda Petronella Meerman, vrouwe van Oud-Beijerland en Piershil (1742-1799)
                      - Abraham Willem van der Staal, heer van Oud-Beijerland (1772-1821)
                      - Jhr. mr. Daniel Pompejus Johannes van der Staal, heer van Piershil (1774-1858), lid Grote Vergadering van Notabelen
                        - Jhr. Guillaume Charles van der Staal, heer van Piershil (1806-1855), lid ridderschap van Holland
                          - Jkvr. Sophie Alexandrine van der Staal (1849-1891), hofdame van prinses Hendrik; trouwde in 1873 met mr. Carel Jan Emilius graaf van Bijlandt (1840-1902), lid Tweede Kamer
                            - Marie Alexandrine Otheline Caroline gravin van Bylandt (1874-1968), grondlegster van de M.A.O.C. Gravin van Bylandt Stichting

                          - Jhr. mr. Othon Daniel van der Staal, heer van Piershil (1853-1937), diplomaat, laatstelijk ambassadeur te Brussel en Luxemburg, laatste telg van het adellijke geslacht Van der Staal
                          - Jhr. Jean Arthur Godert van der Staal (1854-1904), adjudant van de minister van Marine, adjudant, kamerheer i.b.d. en particulier secretaris (1898-†) van koningin Wilhelmina